# Euchlanis mikropous
Euchlanis mikropous är en hjuldjursart som beskrevs av Koch-Althaus 1962. Euchlanis mikropous ingår i släktet Euchlanis och familjen Euchlanidae. Inga underarter finns listade i Catalogue of Life.